# Rhabdomastix nilgirica
Rhabdomastix nilgirica är en tvåvingeart som beskrevs av Alexander 1949. Rhabdomastix nilgirica ingår i släktet Rhabdomastix och familjen småharkrankar. Inga underarter finns listade i Catalogue of Life.